# Syndrome médullaire
 (signalé en juillet 2025).
Si vous disposez d'ouvrages ou d'articles de référence ou si vous connaissez des sites web de qualité traitant du thème abordé ici, merci de compléter l'article en donnant les références utiles à sa vérifiabilité et en les liant à la section « Notes et références ».
- Archive Wikiwix
- Bing
- Cairn
- DuckDuckGo
- E. Universalis
- Gallica
- Google
- G. Books
- G. News
- G. Scholar
- Persée
- Qwant
- (zh) Baidu
- (ru) Yandex
- (wd) trouver des œuvres sur Wikidata

Le syndrome médullaire (compression médullaire) est la compression externe de la moelle épinière provoquant ainsi des symptômes neurologiques. Les causes possibles sont les traumatismes de la moelle épinière, les maladies dégénératives, les abcès ou les tumeurs. Les symptômes varient selon l'endroit où la moelle épinière est comprimée et peuvent inclure une douleur, un engourdissement, une faiblesse ou des picotements dans un membre. Le traitement consiste à s'attaquer à la cause de la compression. Dans certains cas, une intervention chirurgicale peut être nécessaire pour soulager la pression sur la moelle épinière.

## Symptômes
Les symptômes varient selon l'endroit où la moelle épinière est comprimée et peuvent inclure une douleur, un engourdissement, une faiblesse ou des picotements dans un membre.
Les personnes atteintes de cette maladie peuvent présenter différents symptômes : dos ou nerf douloureux ; temps de réaction excessif, faiblesse des membres inférieurs ou faiblesse musculaire ; picotements ou sens du toucher affaibli ; déséquilibre.

## Traitement
Seul un traitement chirurgical peut régler le problème.

### Opération
Il s'agit d'ouvrir le canal médullaire opposé à la lésion et de le retirer, obtenant ainsi une décompression de la moelle osseuse et de la racine. Pour des raisons d'accès, cette méthode se fait le plus souvent en pratiquant une incision postérieure au niveau de l'os du rachis.